# Dăești
Dăești è un comune della Romania di 2 944 abitanti, ubicato nel distretto di Vâlcea, nella regione storica dell'Oltenia. 
Il comune è formato dall'unione di 4 villaggi: Băbuești, Dăești, Fedeleșoiu, Sânbotin.